# Mahurea exstipulata
Mahurea exstipulata là một loài thực vật có hoa trong họ Calophyllaceae. Loài này được Benth. mô tả khoa học đầu tiên năm 1843.